# Episodi di Space Ghost Coast to Coast (undicesima stagione)
L'undicesima stagione della serie televisiva Space Ghost Coast to Coast, composta da 8 episodi, è stata pubblicata negli Stati Uniti, da GameTap, dall'11 settembre 2007 al 31 maggio 2008.
In Italia la stagione è inedita.
| nº | Titolo originale | Pubblicazione USA |
| -- | ---------------- | ----------------- |
| 1  | Richard          | 11 settembre 2007 |
| 2  | Stephen          | 31 ottobre 2007   |
| 3  | David            | 30 novembre 2007  |
| 4  | Chantal          | 25 dicembre 2007  |
| 5  | Mark             | 4 maggio 2008     |
| 6  | Bruce            | 16 maggio 2008    |
| 7  | Dee              | 25 maggio 2008    |
| 8  | Barenaked Ladies | 31 maggio 2008    |

## Richard
Space Ghost e Zorak parlano con Moltar del suo matrimonio. 
- Guest star: Richard Garriott.

## Stephen
Zorak e Moltar tormentano Space Ghost dopo averlo sentito parlare del suo incubo con Yarr.
- Guest star: Stephen Bristow.

## David
Moltar è scomparso e mentre Space Ghost lo cerca, Zorak prende in mano lo show.
- Guest star: David Crane.

## Chantal
Space Ghost e Chantal Claret discutono dei Morningwood.
- Guest star: Chantal Claret.

## Mark
Space Ghost intervista Mark Thompson.
- Guest star: Mark Thompson.

## Bruce
Space Ghost intervista Bruce Stern.
- Guest star: Bruce Stern.

## Dee
Space Ghost si vanta di aver vinto un premio "Gola d'oro".
- Guest star: Dee Snider.

## Barenaked Ladies
Space Ghost tenta di vivacizzare lo show per aumentare le valutazioni.
- Guest star: Barenaked Ladies.